# Franck Fréon
Franck Fréon (Paris, 16 de março de 1962) é um ex-automobilista francês.

## Carreira
Iniciou sua carreira na Fórmula Renault 5 Turbo em 1986, correndo até 1987, ano em que foi para a Fórmula 3 Francesa, onde competiu por três temporadas.
Em 1990, disputou a Fórmula 3000, iniciando a temporada pela equipe Apomatox, não se classificando para quatro provas e disputando apenas a corrida de Pau. Encerrou a passagem pela categoria na Galaxy Racing, onde participou de duas corridas, terminando sem pontuar na classificação geral.
Entre 1991 e 1993, Fréon competiu na Indy Lights, tendo um bom desempenho nas três temporadas que disputou (quarto lugar em 1991, vice-campeão em 1992 e 1993).

## CART
Mesmo com o vice-campeonato da Lights, Fréon não conseguiu vaga fixa na CART (futura Champ Car) em 1994. Ele disputou  apenas cinco corridas (duas pela Project Indy, duas pela Euromotorsport - não largou em Vancouver - e uma pela Indy Regency Racing), marcando um ponto ao chegar em décimo-segundo lugar em Long Beach, primeira prova do francês na CART.
Em 1995, Fréon disputou apenas três provas (GP de Long Beach, pela Project, as 500 Milhas de Indianápolis pela Indy Regency - não se classificou - e o GP de Laguna Seca pela Payton/Coyne, onde também não se classificou), não marcando pontos na temporada, fechand a temporada em trigésimo-sexto lugar.

## Le Mans
Entre 1994 e 2003, Fréon competiu nas 24 horas de Le Mans, vencendo a Classe LMP2 em 1996, em parceria com Yojiro Terada e Jim Downing. Ele também competiu ao lado de seus compatriotas Pierre de Thoisy (1994) e Olivier Thévenin (1998), e nas cinco últimas edições (1999-2003), formou parcerias com o britânico Robin Donovan (1999), os norte-americanos Andy Pilgrim (inglês naturalizado norte-americano) e Kelly Collins (2000-2002), e encerrou sua carreira como piloto nas 24 Horas de Le Mans de 2003, correndo ao lado do canadense Ron Fellows e do norte-americano Johnny O'Connell, finalizando em terceiro lugar na Classe GTS e em décimo-segundo no geral.

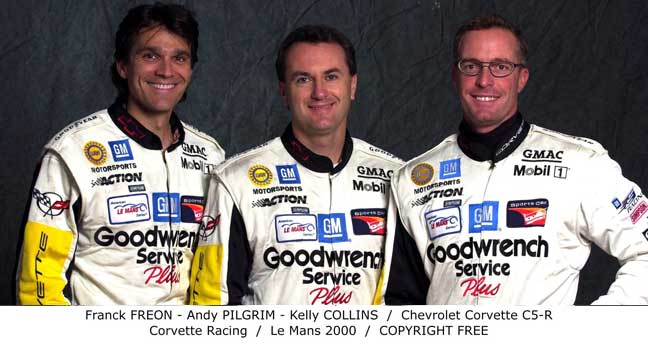
Franck Fréon ao lado de Pilgrim e Collins, nas 24 horas de Le Mans de 2000.